# Werner Cyprys
 (septembre 2023).
Si vous disposez d'ouvrages ou d'articles de référence ou si vous connaissez des sites web de qualité traitant du thème abordé ici, merci de compléter l'article en donnant les références utiles à sa vérifiabilité et en les liant à la section « Notes et références ».
Werner Cyprys, né le 19 avril 1922 à Hindenburg-en-Haute-Silésie et mort le 30 juillet 2000, est un chanteur, compositeur et producteur allemand.

## Biographie
Il est fondateur et membre du groupe Friedel Hensch und die Cyprys. Il fait aussi une carrière solo sous le pseudonyme de Jack Terry.
En tant que producteur pour Polydor, il collabore notamment avec Rainer Bertram ou le duo Tom und Tommy. Il travaillera ensuite pour BASF et GEMA.
Werner Cyprys est de 1947 à sa mort l'époux de la chanteuse Friedel Hensch.

## Discographie
Pour la discographie de Friedel Hensch und die Cyprys
Singles sous le nom de Jack Terry
- 1958 : Mary, o Mary / Baby Doll
- 1959 : Marina / Sei mein, little Mary
- 1960 : Oh, oh Rosi / Sing das Lied!
- 1960 : Ich komme wieder (O sole mio) / O Lucky Boy
- 1961 : Babysitter-Boogie / Julia (Oh, entzückend!!)
- 1961 : Der alte Scheich / Skandal im Harem (Im Harem sitzen heulend die Eunuchen)

## Source de la traduction
- (de) Cet article est partiellement ou en totalité issu de l’article de Wikipédia en allemand intitulé « Werner Cyprys » (voir la liste des auteurs).